# Calochortus amabilis
Calochortus amabilis es una especie de planta herbácea perteneciente a la familia de las liliáceas. Es originaria del norte de California, donde crece en las montañas al norte de la bahía de San Francisco en los bosques de roble común asociada a plantas del sotobosque como: Calochortus luteus, Clarkia unguiculata y Delphinium variegatum. Es un miembro común del matorral y de la flora de aquel bosque. 

## Descripción
Es una hierba perenne y erecta, con el tallo ramificado que alcanza una altura comprendida entre 10 y 50 centímetros.  La hoja en la base del tallo es plana, cerácea, y angosta, alcanzando hasta 50 centímetros de largo y no se marchita en la floración.  La inflorescencia tiene dos o más flores con los sépalos de color amarillo y pétalos marrón moteado de amarillo.  El interior de los pétalos tiene el tacto de cera y están recubiertos de pequeños pelos. El fruto es una cápsula alada de hasta tres centímetros de largo que contiene semillas de color marrón oscuro.

## Taxonomía
Sinonimia:
- Calochortus pulchellus var. amabilis (Purdy) Jeps., Fl. W. Calif.: 113 (1901).
- Calochortus pulchellus var. maculosus S.Watson ex Purdy, Zoe 1: 245 (1890).[3]